# Virgularia gracillima
Virgularia gracillima är en korallart som beskrevs av Rudolf Albert von Kölliker 1880. Virgularia gracillima ingår i släktet Virgularia och familjen Virgulariidae. Inga underarter finns listade i Catalogue of Life.